# أوليفر بورغس
أوليفر بورغس (بالإنجليزية: Oliver Burgess)‏ (12 أكتوبر 1981 بأسكوت في المملكة المتحدة - ) هو لاعب كرة قدم بريطاني في مركز الوسط. لعب مع كوينز بارك رينجرز ونادي نورثامبتون تاون ونادي كيترينغ تاون ونونيتون بورو ‏ ونادي سلاو تاون.

## وصلات خارجية
- أوليفر بورغس على موقع قاعدة بيانات كرة القدم.إي يو (الإنجليزية)
- أوليفر بورغس على موقع Soccerbase.com (لاعب) (الإنجليزية)